# Lijst van voetbalinterlands Liberia - Sierra Leone
Deze lijst van voetbalinterlands is een overzicht van alle officiële voetbalwedstrijden tussen de nationale teams van Liberia en Sierra Leone. De West-Afrikaanse buurlanden speelden tot op heden negentien keer tegen elkaar. De eerste ontmoeting was een vriendschappelijke wedstrijd op 12 november 1966 in Freetown. Het laatste duel, een kwalificatiewedstrijd voor het African Championship of Nations 2024, werd gespeeld in Monrovia op 1 november 2024.

## Wedstrijden
| №  | Plaats      | Datum            | Competitie                                        | Wedstrijd              | Uitslag |
| -- | ----------- | ---------------- | ------------------------------------------------- | ---------------------- | ------- |
| 1  | Freetown    | 12 november 1966 | Vriendschappelijk                                 | Sierra Leone − Liberia | 1 − 1   |
| 2  | ?           | 19 november 1966 | Vriendschappelijk                                 | Liberia − Sierra Leone | 2 − 0   |
| 3  | Freetown    | 25 april 1976    | Vriendschappelijk                                 | Sierra Leone − Liberia | 1 − 0   |
| 4  | Freetown    | 7 november 1982  | Vriendschappelijk                                 | Liberia − Sierra Leone | 1 − 0   |
| 5  | Freetown    | 4 oktober 1986   | Afrika Cup 1988 kwalificatie                      | Sierra Leone − Liberia | 2 − 1   |
| 6  | Monrovia    | 19 oktober 1986  | Afrika Cup 1988 kwalificatie                      | Liberia − Sierra Leone | 1 − 1   |
| 7  | Freetown    | 17 december 1995 | Vriendschappelijk                                 | Sierra Leone − Liberia | 1 − 0   |
| 8  | Freetown    | 6 januari 1996   | Vriendschappelijk                                 | Sierra Leone − Liberia | 2 − 1   |
| 9  | Paynesville | 25 februari 2001 | WK 2002 kwalificatie                              | Liberia − Sierra Leone | 1 − 0   |
| 10 | Freetown    | 14 juli 2001     | WK 2002 kwalificatie                              | Sierra Leone − Liberia | 0 − 1   |
| 11 | Paynesville | 30 april 2008    | Vriendschappelijk                                 | Liberia − Sierra Leone | 3 − 1   |
| 12 | Monrovia    | 5 juni 2017      | Vriendschappelijk                                 | Liberia − Sierra Leone | 1 − 0   |
| 13 | Monrovia    | 22 juli 2018     | Vriendschappelijk                                 | Liberia − Sierra Leone | 0 − 0   |
| 14 | Paynesville | 4 september 2019 | WK 2022 kwalificatie                              | Liberia − Sierra Leone | 3 − 1   |
| 15 | Freetown    | 8 september 2019 | WK 2022 kwalificatie                              | Sierra Leone − Liberia | 1 − 0   |
| 16 | Kenema      | 28 april 2021    | Vriendschappelijk                                 | Sierra Leone − Liberia | 0 − 2   |
| 17 | Antalya     | 27 maart 2022    | Vriendschappelijk                                 | Liberia − Sierra Leone | 0 − 1   |
| 18 | Monrovia    | 27 oktober 2024  | African Championship of Nations 2024 kwalificatie | Sierra Leone − Liberia | 1 − 2   |
| 19 | Monrovia    | 1 november 2024  | African Championship of Nations 2024 kwalificatie | Liberia − Sierra Leone | 1 − 1   |

## Samenvatting
| Competitie                                   | Totaal gespeeld | Winst Liberia | Gelijk | Winst Sierra Leone | Doelsaldo Liberia – Sierra Leone |
| -------------------------------------------- | --------------- | ------------- | ------ | ------------------ | -------------------------------- |
| WK-kwalificatie                              | 4               | 3             | 0      | 1                  | 5 − 2                            |
| Afrika Cup-kwalificatie                      | 2               | 0             | 1      | 1                  | 2 − 3                            |
| African Championship of Nations-kwalificatie | 2               | 1             | 1      | 0                  | 3 − 2                            |
| Vriendschappelijk                            | 11              | 5             | 2      | 4                  | 11 − 7                           |
| Totaal                                       | 19              | 9             | 4      | 6                  | 21 − 14                          |

LFA · Liberiaans vrouwenelftal
Interlands
Tegenstander:
Algerije ·
Angola ·
Benin ·
Botswana ·
Burkina Faso ·
Burundi ·
Centraal-Afrikaanse Republiek ·
Colombia ·
Congo-Brazzaville ·
Congo-Kinshasa ·
Djibouti ·
Egypte ·
Equatoriaal-Guinea ·
Ethiopië ·
Gabon ·
Gambia ·
Ghana ·
Guinee ·
Guinee-Bissau ·
Indonesië ·
Irak ·
Ivoorkust ·
Kaapverdië ·
Kameroen ·
Kenia ·
Lesotho ·
Libië ·
Madagaskar ·
Malawi ·
Maleisië ·
Mali ·
Marokko ·
Mauritanië ·
Mauritius ·
Mexico ·
Namibië ·
Niger ·
Nigeria ·
Oeganda ·
Oman ·
Papoea-Nieuw-Guinea ·
Rwanda ·
Sao Tomé en Principe ·
Senegal ·
Sierra Leone ·
Soedan ·
Tanzania ·
Thailand ·
Togo ·
Tsjaad ·
Tunesië ·
Zambia ·
Zimbabwe ·
Zuid-Afrika
SLFA · 
A-internationals · 
Sierra Leoons vrouwenelftal
1966 – 1979 · 
1980 – 1989 · 
1990 – 1999 · 
2000 – 2009 · 
2010 – 2019 ·
2020 − 2029
Algerije ·
Angola ·
Benin ·
Burkina Faso ·
Burundi ·
China ·
Comoren ·
Congo-Brazzaville ·
Congo-Kinshasa ·
Djibouti ·
Egypte ·
Equatoriaal-Guinea ·
Ethiopië ·
Gabon ·
Gambia ·
Ghana ·
Guinee ·
Guinee-Bissau ·
Irak ·
Iran ·
Ivoorkust ·
Jordanië ·
Kaapverdië ·
Kameroen ·
Kenia ·
Lesotho ·
Liberia ·
Malawi ·
Mali ·
Marokko ·
Mauritanië ·
Niger ·
Nigeria ·
Sao Tomé en Principe ·
Senegal ·
Seychellen ·
Soedan ·
Somalië ·
Swaziland ·
Togo ·
Tsjaad ·
Tunesië ·
Zambia ·
Zuid-Afrika